# الكنيسة المجمعية في شتوتغارت

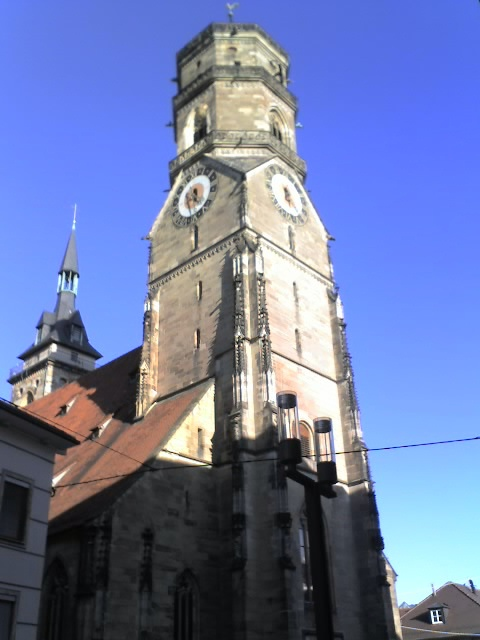
منظر لكنيسة الدير من الغرب

الكنيسة المجمعية في شتوتغارت (بالألمانية: Stiftskirche Stuttgart ) (بالإنجليزية: Collegiate Church in Stuttgart) هي كنيسة تقع في مدينة شتوتغارت، عاصمة ولاية بادن فورتمبيرغ، ألمانيا. وهذه هي الكنيسة الرئيسية للكنيسة الانجيلية اللوثرية في فورتمبرغ (بالألمانية: (Evangelische Landeskirche in Württemberg). وكذلك تقع الكنيسة الأبرشية الإنجيلية (اللوثرية) داخل شتوتغارت.